# Zygmunt Gutowski
Zygmunt Gutowski (ur. 15 września 1939) – polski piłkarz i trener.
Wychowanek Łódzkiego Klubu Sportowego, barw którego bronił w latach 1959–1973 z przerwą na występy w Śląsku Wrocław. Po zakończeniu kariery zajął się trenowaniem, prowadząc w ekstraklasie piłkarzy klubu, z którego się wywodził w latach 1985–1987.